# Ivan Pavlica
Ivan Pavlica (Zagabria, 17 marzo 1944) è un ex calciatore jugoslavo, di ruolo attaccante.

## Carriera

### Club
Nel 1964 iniziò la carriera agonistica nel Trešnjevka dove rimase per due anni. 
Giocò altri due anni nel NK Zagabria per poi passare nell'Hajduk Spalato, con i bili vinse un Campionato jugoslavo e una Coppa di Jugoslavia.
Dopo la parentesi jugoslava si trasferì in Francia dove giocò nel Metz, squadra in cui militò fino al 1975, anno del ritiro dal calcio.

### Nazionale
Con la nazionale jugoslava ha disputato una sola partita, l'amichevole giocatasi a Spalato il 26 febbraio 1969 contro la Svezia.

## Statistiche

### Cronologia presenze e reti in nazionale
| Cronologia completa delle presenze e delle reti in nazionale ― Jugoslavia | Cronologia completa delle presenze e delle reti in nazionale ― Jugoslavia | Cronologia completa delle presenze e delle reti in nazionale ― Jugoslavia | Cronologia completa delle presenze e delle reti in nazionale ― Jugoslavia | Cronologia completa delle presenze e delle reti in nazionale ― Jugoslavia | Cronologia completa delle presenze e delle reti in nazionale ― Jugoslavia | Cronologia completa delle presenze e delle reti in nazionale ― Jugoslavia | Cronologia completa delle presenze e delle reti in nazionale ― Jugoslavia |
| Data                                                                      | Città                                                                     | In casa                                                                   | Risultato                                                                 | Ospiti                                                                    | Competizione                                                              | Reti                                                                      | Note                                                                      |
| ------------------------------------------------------------------------- | ------------------------------------------------------------------------- | ------------------------------------------------------------------------- | ------------------------------------------------------------------------- | ------------------------------------------------------------------------- | ------------------------------------------------------------------------- | ------------------------------------------------------------------------- | ------------------------------------------------------------------------- |
| 26-2-1969                                                                 | Spalato                                                                   | Jugoslavia                                                                | 2 – 1                                                                     | Svezia                                                                    | Amichevole                                                                | -                                                                         | 46’                                                                       |
| Totale                                                                    |                                                                           | Presenze                                                                  | 1                                                                         |                                                                           | Reti                                                                      | 0                                                                         |                                                                           |

## Palmarès
- Campionato jugoslavo: 1

Hajduk Spalato: 1970-1971
- Coppa di Jugoslavia: 1

Hajduk Spalato: 1971-1972